# Canottaggio ai Giochi della XX Olimpiade - Quattro con maschile
La competizione del Quattro con maschile dei Giochi della XX Olimpiade si è svolta nei giorni dal 27 agosto al 2 settembre 1972 presso il Regattastrecke Oberschleißheim di Oberschleißheim.

## Programma
| Data              | Round        | Note                                               |
| ----------------- | ------------ | -------------------------------------------------- |
| 27 agosto 1972    | 3 Batterie   | I primi tre in semifinale. I restanti ai recuperi. |
| 29 agosto 1972    | 1 Recupero   | I primi tre in semifinale.                         |
| 30 agosto 1972    | 2 Semifinali | I primi tre in Finale A. I restanti in finale B.   |
| 1º settembre 1972 | Finale B     |                                                    |
| 2 settembre 1972  | Finale A     |                                                    |

## Risultati

### Batterie
| Pos. | Nazione          | Atleti                                                                                     | Tempo   | Nota |
| ---- | ---------------- | ------------------------------------------------------------------------------------------ | ------- | ---- |
| 1    | Germania Ovest   | Peter Berger, Hans-Johann Färber Gerhard Auer, Alois Bierl Tim. Uwe Benter                 | 6'46"66 | Q    |
| 2    | Unione Sovietica | Volodymyr Sterlik, Vladimir Solovyov Aleksandr Lyubaturov, Yury Shamayev Tim. Igor Rudakov | 6'50"21 | Q    |
| 3    | Nuova Zelanda    | Warren Cole, Chris Nilsson John Clark, David Lindstrom Tim. Peter Lindsay                  | 6'51"76 | Q    |
| 4    | Stati Uniti      | David Sawyer, Charles Ruthford Chad Rudolph, Mike Vespoli Tim. Stewart MacDonald           | 6'56"01 |      |
| 5    | Norvegia         | Alf Hansen, Finn Tveter Tom Welo, Petter Wærness Tim. Jørgen Cappelen                      | 7'05"75 |      |

| Pos. | Nazione       | Atleti                                                                             | Tempo   | Nota |
| ---- | ------------- | ---------------------------------------------------------------------------------- | ------- | ---- |
| 1    | Svizzera      | Hanspeter Lüthi, Urs Fankhauser Franz Rentsch, Denis Oswald Tim. Rolf Stadelmann   | 6'53"30 | Q    |
| 2    | Italia        | Antonio Baldacci, Renzo Sambo Pasquale Chiabai, Claudio Padoan Tim. Alberto Cecchi | 6'53"59 | Q    |
| 3    | Gran Bretagna | Christopher Pierce, Alan Almand Hugh Matheson, Rooney Massara Tim. Patrick Sweeney | 6'57"33 | Q    |
| 4    | Australia     | John Lee, Peter Shakespear Will Baillieu, Philip Wilkinson Tim. Vern Bowrey        | 7'07"00 |      |
| 5    | Danimarca     | Mogens Holm, Bjarne Pedersen Per Wind, Jens Lindhardt Tim. Kim Wind                | 7'08"22 |      |

| Pos. | Nazione        | Atleti                                                                                  | Tempo   | Nota |
| ---- | -------------- | --------------------------------------------------------------------------------------- | ------- | ---- |
| 1    | Germania Est   | Dietrich Zander, Reinhard Gust Eckhard Martens, Rolf Jobst Tim. Klaus-Dieter Ludwig     | 6'44"57 | Q    |
| 2    | Cecoslovacchia | Otakar Mareček, Karel Neffe Vladimír Jánoš, František Provazník Tim. Vladimír Petříček  | 6'49"41 | Q    |
| 3    | Paesi Bassi    | Wim Grothuis, Evert Kroes Jan-Willem van Woudenberg, Johan ter Haar Tim. Kees de Korver | 6'53"30 | Q    |
| 4    | Canada         | Edgar Smith, James Walker Roger Jackson, Robert Cunliffe Tim. Michael Conway            | 7'01"52 |      |

### Recupero
| Pos. | Nazione     | Atleti                                                                           | Tempo   | Nota |
| ---- | ----------- | -------------------------------------------------------------------------------- | ------- | ---- |
| 1    | Stati Uniti | David Sawyer, Charles Ruthford Chad Rudolph, Mike Vespoli Tim. Stewart MacDonald | 7'02"68 | Q    |
| 2    | Canada      | Edgar Smith, James Walker Roger Jackson, Robert Cunliffe Tim. Michael Conway     | 7'04"35 | Q    |
| 3    | Norvegia    | Alf Hansen, Finn Tveter Tom Welo, Petter Wærness Tim. Jørgen Cappelen            | 7'05"09 | Q    |
| 4    | Australia   | John Lee, Peter Shakespear Will Baillieu, Philip Wilkinson Tim. Vern Bowrey      | 7'07"08 |      |
| 5    | Danimarca   | Mogens Holm, Bjarne Pedersen Per Wind, Jens Lindhardt Tim. Kim Wind              | 7'19"67 |      |

### Semifinali
| Pos. | Nazione        | Atleti                                                                                 | Tempo   | Nota |
| ---- | -------------- | -------------------------------------------------------------------------------------- | ------- | ---- |
| 1    | Germania Ovest | Peter Berger, Hans-Johann Färber Gerhard Auer, Alois Bierl Tim. Uwe Benter             | 7'19"43 | Q    |
| 2    | Cecoslovacchia | Otakar Mareček, Karel Neffe Vladimír Jánoš, František Provazník Tim. Vladimír Petříček | 7'20"95 | Q    |
| 3    | Nuova Zelanda  | Warren Cole, Chris Nilsson John Clark, David Lindstrom Tim. Peter Lindsay              | 7'21"94 | Q    |
| 4    | Svizzera       | Hanspeter Lüthi, Urs Fankhauser Franz Rentsch, Denis Oswald Tim. Rolf Stadelmann       | 7'28"25 |      |
| 5    | Norvegia       | Alf Hansen, Finn Tveter Tom Welo, Petter Wærness Tim. Jørgen Cappelen                  | 7'32"51 |      |
| 6    | Gran Bretagna  | Christopher Pierce, Alan Almand Hugh Matheson, Rooney Massara Tim. Patrick Sweeney     | 7'35"11 |      |

| Pos. | Nazione          | Atleti                                                                                     | Tempo   | Nota |
| ---- | ---------------- | ------------------------------------------------------------------------------------------ | ------- | ---- |
| 1    | Unione Sovietica | Volodymyr Sterlik, Vladimir Solovyov Aleksandr Lyubaturov, Yury Shamayev Tim. Igor Rudakov | 7'09"08 | Q    |
| 2    | Germania Est     | Dietrich Zander, Reinhard Gust Eckhard Martens, Rolf Jobst Tim. Klaus-Dieter Ludwig        | 7'11"12 | Q    |
| 3    | Stati Uniti      | David Sawyer, Charles Ruthford Chad Rudolph, Mike Vespoli Tim. Stewart MacDonald           | 7'18"59 | Q    |
| 4    | Paesi Bassi      | Wim Grothuis, Evert Kroes Jan-Willem van Woudenberg, Johan ter Haar Tim. Kees de Korver    | 7'23"66 |      |
| 5    | Canada           | Edgar Smith, James Walker Roger Jackson, Robert Cunliffe Tim. Michael Conway               | 7'31"90 |      |
| 6    | Italia           | Antonio Baldacci, Renzo Sambo Pasquale Chiabai, Claudio Padoan Tim. Alberto Cecchi         | 7'34"67 |      |

### Finale B
| Pos. | Nazione       | Atleti                                                                                  | Tempo   | Nota |
| ---- | ------------- | --------------------------------------------------------------------------------------- | ------- | ---- |
| 7    | Paesi Bassi   | Wim Grothuis, Evert Kroes Jan-Willem van Woudenberg, Johan ter Haar Tim. Kees de Korver | 7'05"83 |      |
| 8    | Svizzera      | Hanspeter Lüthi, Urs Fankhauser Franz Rentsch, Denis Oswald Tim. Rolf Stadelmann        | 7'07"80 |      |
| 9    | Norvegia      | Alf Hansen, Finn Tveter Tom Welo, Petter Wærness Tim. Jørgen Cappelen                   | 7'07"85 |      |
| 10   | Gran Bretagna | Christopher Pierce, Alan Almand Hugh Matheson, Rooney Massara Tim. Patrick Sweeney      | 7'12"14 |      |
| 11   | Italia        | Antonio Baldacci, Renzo Sambo Pasquale Chiabai, Claudio Padoan Tim. Alberto Cecchi      | 7'13"03 |      |
| 12   | Canada        | Edgar Smith, James Walker Roger Jackson, Robert Cunliffe Tim. Michael Conway            | 7'16"13 |      |

### Finale A
| Pos.    | Nazione          | Atleti                                                                                     | Tempo   | Nota |
| ------- | ---------------- | ------------------------------------------------------------------------------------------ | ------- | ---- |
| Oro     | Germania Ovest   | Peter Berger, Hans-Johann Färber Gerhard Auer, Alois Bierl Tim. Uwe Benter                 | 6'31"85 |      |
| Argento | Germania Est     | Dietrich Zander, Reinhard Gust Eckhard Martens, Rolf Jobst Tim. Klaus-Dieter Ludwig        | 6'33"30 |      |
| Bronzo  | Cecoslovacchia   | Otakar Mareček, Karel Neffe Vladimír Jánoš, František Provazník Tim. Vladimír Petříček     | 6'35"64 |      |
| 4       | Unione Sovietica | Volodymyr Sterlik, Vladimir Solovyov Aleksandr Lyubaturov, Yury Shamayev Tim. Igor Rudakov | 6'37"71 |      |
| 5       | Stati Uniti      | David Sawyer, Charles Ruthford Chad Rudolph, Mike Vespoli Tim. Stewart MacDonald           | 6'41"86 |      |
| 6       | Nuova Zelanda    | Warren Cole, Chris Nilsson John Clark, David Lindstrom Tim. Peter Lindsay                  | 6'42"55 |      |